# Neoplocaederus melancholicus
Neoplocaederus melancholicus là một loài bọ cánh cứng trong họ Cerambycidae.